# Кофі Авунор
Кофі Авунор (англ. Kofi Awoonor, 13 березня 1935 — 21 вересня 2013) — ганський англомовний поет і державний діяч з народу еве.

## Біографія
Кофі Ньєдеву Авунор народився у селищі Вета (Wheta) біля міста Кета у британській колонії Золотий Берег. Від бабусі, виконавиці похоронних пісень, засвоїв перші знання про усну поезію еве та її виконавців. Навчався у школі в Ачімота, здобув вищу освіту в Університеті Гани, 1963 року здобув ступінь бакалавра та потім став викладати там африканську літературу. 1964 року вийшов його перший поетичний збірник — «Друге відкриття» (Rediscovery and Other Poems). Його рання поезія була заснована на фольклорі народу еве, у тому числі похоронних піснях. Публікувався спочатку під ім'ям Джордж Авунор-Вільямс (George Awoonor-Williams).
Під час правління Кваме Нкруми займав пост директора кінематографічної корпорації Гани (Ghanaian Film Corporation). Також працював в Інституті африканістики у Легоні, займаючись фольклором та усною ганською поезією. Як редактор журналу «Ок'єаме» (Okyeame) на початку 1960-х років «відкрив» деяких ганських поетів. 1966 року поміщений у в'язницю за зв'язки з режимом Нкруми.
Пізніше Авунор продовжив свою освіту у Великій Британії, де навчався у Лондонському університеті (1967–1968). У цей період він написав кілька радіопостановок для Бі-Бі-Сі. З 1968 року жив у США, де написав ще ряд творів (This Earth, My Brother і My Blood), 1972 року в Університеті Нью-Йорка у Стоні-Брук здобув докторський ступінь (PhD) у англійській та порівняльній літературі. Докторська дисертація, опублікована 1975 року під назвою «Груди Землі», принесла йому популярність одного з провідних африканських літературних критиків. Також Авунор опублікував переклади поетичного (1974) і прозового (1981) фольклору еве.
Роман «Ця земля, брате мій» (1969, опубл. 1971, Нью-Йорк) самим автором характеризувався як алегоричний твір, у якому образи — «тільки символи, алегорії»; використовує модерністські техніки, включаючи внутрішній монолог. Його головний герой — африканець, прожив багато років у Європі та повернувся на батьківщину, відчуває себе «чужим та неприкаяним». За Вавіловим у багатомовних символах «автор вірно передав застійний характер суспільного життя, безперспективність, занепад духовного потенціалу країни». Роман ставлять в один ряд з «Інтерпретаторами» В. Шойинка та книгами Ч. Ачебе у зображенні депресивних картин духовного паралічу, песимізму та відчаю.
У книзі «Ride Me, Memory» (1973) використовував традиційні африканські віршовані форми похвали та паплюження, концентруючись на африканському досвіді в Америці.
1975 року Авунор повернувся до Гани, де став викладати в університеті міста Кейп-Кост. Наприкінці 1970-х років піддавався арешту, але незабаром був звільнений. Перебування у в'язниці, включаючи два місяці в одиночній камері, відбилося в його збірці віршів «Будинок біля моря», що вийшов 1978 року. Збірник 1987 «Until the Morning After» був удостоєний поетичної премії Співдружності для Африки.
Був послом Гани в Бразилії, де зацікавився місцевою африканською діаспорою. У другому романі «Нарешті приходить мандрівник» (Comes the Voyager at Last, 1992) описав афроамериканця, який вирушає до Гани, рятуючись від расизму в США, і шукає місце, яке зміг би назвати будинком.
З 1990 по 1994 був представником Гани при ООН, де очолював комітет по боротьбі з апартеїдом. У 2000-ні роки був головою Держради Гани.
Загинув 21 вересня 2013 у Кенії при нападі терористів на торговельний центр.

## Твори
Збірки поезій:
- Rediscovery and Other Poems (1964)
- Night of My Blood (1971)
- Будинок біля моря (The House by the Sea, 1978)

Переклади фольклору еве:
- Guardians of the Sacred Word. Enugu: Nok Press, 1974.
- Fire in the Valley: Ewe Folktales. Enugu: Nok Press, 1981.

Наукові роботи:
- The Breast of the Earth: A Survey of the History, Culture, and Literature of Africa South of the Sahara. Anchor Press, 1975. ISBN 0-385-07053-5
- Ghana: A Political History from Pre-European to Modern Times. 1990.